# Dilatorische Einrede

Systematik der Einreden und Einwendungen

Die dilatorische Einrede (dilatio (lat.) = Aufschub, Verzögerung) ist ein Rechtsbegriff aus dem Zivilrecht. Sie beschreibt eine rechtshemmende Einrede des Schuldners gegen einen Anspruch des Gläubigers. 
Durch die Erhebung der Einwendung wird die Durchsetzung des Gläubigeranspruchs solange gehemmt, wie die Voraussetzungen für die dilatorische Einwendung vorliegen. Beispiele für solche Einreden sind § 273 BGB (Zurückbehaltungsrecht) und § 320 BGB (Einrede des nicht erfüllten Vertrages). 
Verlangt beispielsweise der Käufer (Gläubiger des Anspruchs auf die Kaufsache) vom Verkäufer (Schuldner des Anspruchs auf die Kaufsache) die Übergabe der Kaufsache, kann der Verkäufer sich darauf berufen (einwenden), dass der Käufer noch nicht den Kaufpreis an ihn gezahlt hat und er daher auch nicht die Kaufsache übergeben muss (§ 320 BGB). Der aus dem Kaufvertrag folgende Anspruch des Käufers (vgl. § 433 BGB) ist damit gehemmt, d. h. nicht durchsetzbar. Bezahlt jetzt aber der Käufer, verliert der Verkäufer diese Einwendung. Er muss die Kaufsache übergeben und dem Käufer das Eigentum verschaffen. 
Eine dilatorische Einrede ist ein Gestaltungsrecht. Das bedeutet, der Schuldner kann sie erheben, muss es aber nicht. Der Verkäufer kann im Beispiel die gekaufte Sache auch herausgeben, ohne dass er bereits den Kaufpreis erhalten hat. Auch im Prozess wird die Einrede daher nur beachtet, wenn sich der Schuldner ausdrücklich auf sie beruft. Klagt im obigen Beispiel der Käufer gegen den Verkäufer auf Übergabe der Sache, so wird das Gericht, wenn sich der Verkäufer auf die Nichtzahlung des Kaufpreises beruft, den Verkäufer zur Leistung des Kaufgegenstandes Zug um Zug gegen Zahlung des Kaufpreises verurteilen (§ 322 BGB).
Das Pendant zur dilatorischen Einrede ist die peremptorische Einrede (dauerhafte Einrede), wie z. B. die Verjährungseinrede. Hier wird bei getätigter Einrede der Anspruch dauerhaft gehemmt.